# The Brew
The Brew — британское трио направления блюз, образованное 13 ноября 1968 года. Более всего группа известна по следующему проекту его участников — Camel.

## История
История The Brew начинается с 13 ноября 1968, когда басист Дуг Фургюсон (англ. Doug Ferguson) присоединился к двум музыкантам, оставшимися после распада The Phantom Four — Эндрю Латимеру (англ. Andrew Latimer) и Алану Батчеру (англ. Alan Butcher). Фергюсон с самого своего появления предлагает взять в группу вместо Батчера талантливого барабанщика Энди Уорда (англ. Andy Ward), товарища по группе «Misty». Уорд приходит в группу 15 января 1969 года в возрасте 16 лет (для сравнения: Латимеру уже был 21).
Через некоторое время трио записывает своё демо «Crossroads», которое заинтересовало звукозаписывающую компанию DJM Records. Однако группа была разочарована узнать, что они нужны лишь для сопровождения другому исполнителю — клавишнику Филиппу Гудхэнд-Тайту (англ. Phillip Goodhand-Tait). Тем не менее, в 1971 году фирма выпускает альбом Гудхэнд-Тайта с сопровождением The Brew «I Think, I`ll Write A Song». Альбом не принес коммерческого успеха, и расстроенные музыканты разрывают контракт с DJM Records. Но работа в DJM дала понять музыкантам, что клавишные дают группе огромнейшие возможности. Группа опять дает объявление в The Melody Maker, на которое откликается Питер Барденс (англ. Peter Bardens), который на то время имел уже приличное резюме и даже 2 сольных альбома — «The Answer» (1970) и «Write My Name In The Dust» (1971).
4 декабря 1971 года The Brew не стало официально — квартет, сменив название на Camel выступил Уолхэмском колледже лесного хозяйства на разогреве у группы Wishbone Ash.
Спустя более чем 30 лет, в 2003 году The Brew собирается вновь в своем «золотом составе» как проект, который функционирует и сегодня.

## Состав
- Эндрю Латимер — гитара
- Дуг Фергюсон — бас-гитара
- Энди Уорд — ударные

### Бывшие участники
- Алан Батчер — ударные

## Записи
Группа The Brew не выпустила ни одного альбома.
- Crossroads — демозапись, предположительно 1969-1971 года.
- Песня Left Luggage, записанная в 2003 году в рамках проекта The Brew, доступна для скачивания на официальном сайте Camel Архивная копия от 4 марта 2016 на Wayback Machine
- Песни альбома I Think I`ll Write a Song Филиппа Гудхэнда-Тайта можно купить на его официальноми сайте